# Renaucourt
Renaucourt ist eine Gemeinde im französischen Département Haute-Saône in der Region Bourgogne-Franche-Comté.

## Geographie
Renaucourt liegt auf einer Höhe von 215 m über dem Meeresspiegel, zwölf Kilometer nordöstlich von Dampierre-sur-Salon und etwa 29 Kilometer westlich der Stadt Vesoul (Luftlinie). Das Dorf erstreckt sich im Westen des Departements, in der Plateaulandschaft nordwestlich des Saônetals, in der Talniederung der Gourgeonne.
Die Fläche des 6,14 km² großen Gemeindegebiets umfasst einen Abschnitt im Bereich des Plateaus nördlich des Saônetals. Die östliche Grenze verläuft meist entlang der Gourgeonne, die mit zahlreichen Windungen durch die Alluvialniederung fließt und für die Entwässerung zur Saône sorgt. Die Talaue liegt durchschnittlich auf 210 m und weist eine Breite von maximal einem Kilometer auf. Vom Flusslauf erstreckt sich das Gemeindeareal westwärts auf das angrenzende Plateau, das eine durchschnittliche Höhe von 240 m erreicht. Die Hochfläche besteht aus einer Wechsellagerung von kalkigen und sandig-mergeligen Sedimenten der oberen Jurazeit. Das Plateau wird durch verschiedene Talmulden untergliedert, die sich zum Tal der Gourgeonne öffnen. In der Talniederung und auf dem Plateau herrscht landwirtschaftliche Nutzung vor. Nach Westen reicht das Gebiet in die ausgedehnte Waldung des Vieux Bois und nach Nordwesten in den Bois du Chanois. Mit 260 m wird auf dem Plateau von Francourt die höchste Erhebung von Renaucourt erreicht.
Nachbargemeinden von Renaucourt sind Fleurey-lès-Lavoncourt im Norden, Mont-Saint-Léger im Osten, Lavoncourt im Süden sowie Volon und Francourt im Westen.

## Geschichte
Renaucourt wird bereits im Jahr 1060 als Rainaldi curtis erstmals in einer Chronik des Klosters Bèze erwähnt. Später erschienen die Bezeichnungen Regnacourt, Regnaulcourt und Renaucour. Der Ortsname leitet sich vom germanischen Personennamen Rainald und dem altfranzösischen Wort cortem (Hof) ab. Im Mittelalter gehörte das Dorf zur Freigrafschaft Burgund und darin zum Gebiet des Bailliage d’Amont. Die Oberhoheit über das Gebiet oblag den Herren von Fouvent, während die lokale Herrschaft die Adelsfamilie von Lavoncourt innehatte. Der Ort wurde 1569 von Truppen des Herzogs von Zweibrücken geplündert und gebrandschatzt. Zusammen mit der Franche-Comté gelangte Renaucourt mit dem Frieden von Nimwegen 1678 definitiv an Frankreich. Von 1775 bis 1867 war ein Hochofen in Betrieb. Heute ist Renaucourt Mitglied des 42 Ortschaften umfassenden Gemeindeverbandes Communauté de communes des Quatre Rivières.

## Sehenswürdigkeiten
Die Kirche Saint-Valentin wurde 1855 im neugotischen Stil erbaut und besitzt reiches Mobiliar aus dem 19. Jahrhundert sowie beachtenswerte bemalte Glasfenster. Aus dem gleichen Jahr wie die Kirche stammt das Lavoir, das einst als Waschhaus und Viehtränke diente. Über die Gourgeonne führt eine dreibogige Steinbrücke (19. Jahrhundert). Nahebei steht ein Calvaire, der 1620 errichtet wurde. Östlich der Gourgeonne befindet sich das „Château“ (18. Jahrhundert), einst Wohnsitz des Besitzers des Schmiedewerks.

## Bevölkerung
| Jahr                       | 1962 | 1968 | 1975 | 1982 | 1990 | 1999 | 2006 |
| Einwohner                  | 156  | 139  | 123  | 105  | 114  | 115  | 109  |
| Quellen: Cassini und INSEE |      |      |      |      |      |      |      |

Mit 116 Einwohnern (1. Januar 2022) gehört Renaucourt zu den kleinsten Gemeinden des Département Haute-Saône. Nachdem die Einwohnerzahl in der ersten Hälfte des 20. Jahrhunderts deutlich abgenommen hatte (1881 wurden noch 272 Personen gezählt), wurden seit Beginn der 1980er Jahre nur noch geringe Schwankungen verzeichnet.

## Wirtschaft und Infrastruktur
Seit dem 18. Jahrhundert war das wirtschaftliche Leben des Dorfes durch das Hüttenwerk geprägt. Heute gibt es einige Betriebe des lokalen Kleingewerbes, vor allem in den Branchen Landmaschinenbau und Feinmechanik. In den letzten Jahrzehnten hat sich das Dorf zu einer Wohngemeinde gewandelt. Viele Erwerbstätige sind deshalb Wegpendler, die in den größeren Ortschaften der Umgebung ihrer Arbeit nachgehen.
Die Ortschaft liegt abseits der größeren Durchgangsachsen an einer Departementsstraße, die von Lavoncourt nach Pisseloup führt. Weitere Straßenverbindungen bestehen mit Volon, Villers-Vaudey, Fleurey-lès-Lavoncourt und Mont-Saint-Léger.